# Pack- und Stubalpe
Pack- und Stubalpe (auch Stub- und Packalpe, oder jeweils Packalpe oder Stubalpe) sind ein Berggebiet in der Steiermark und Kärnten (Österreich), das zu den Lavanttaler Alpen beziehungsweise dem Steirischen Randgebirge gehört. Höchster Gipfel ist der Ameringkogel mit 2187 m ü. A.

## Zum Begriff, Lage und Landschaft, Abgrenzung und Gliederung

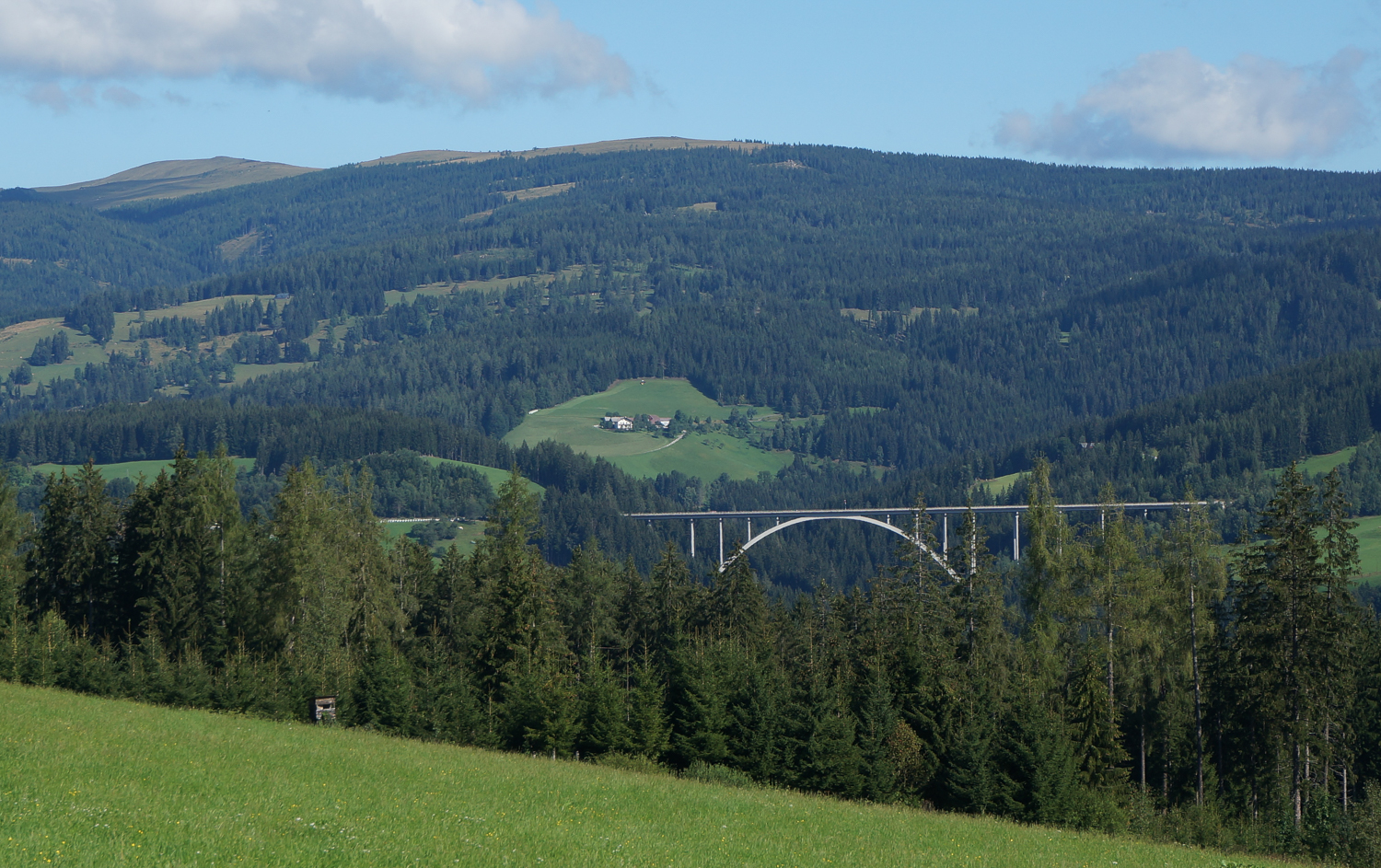
Packalpe an der Grenze von Kärnten zur Steiermark mit der A2 im Vordergrund

Pack- und Stubalpe sind jener Teil des Steirischen Randgebirges, in dem sich die Streichrichtung von West-Ost nach Nord-Süd ändert. Auch innerhalb des Begriffs der Lavanttaler Alpen markieren sie den entsprechenden Angelpunkt: Hier zweigt ein Ast der kristallininen Zentralalpen von der Hauptstreichrichtung nach Osten zum Semmering ab und läuft nach Südosten in das Bachergebirge und das slowenisch-kroatische Alpenende aus. Diese beiden Arme umfassen das Steirische Becken, daher spricht man von „Randgebirge“. Für Kärnten bildet der Südast mit der Koralpe den Riegel, der das Kärntner Becken, das größte inneralpine Becken, östlich abgrenzt.
Dieser Abschnitt der Aufteilung ist ein Bergmassiv von Mittelgebirgscharakter mit sanften Formen und liegt zwischen dem oberen Lavanttal im Osten, dem Murtal im Norden und dem Steirischen Hügelland im Südosten.
Pack- und Stubalpe sind im Westen orographisch relativ eindeutig und allgemein üblich begrenzt durch den Obdacher Sattel zu den Seetaler Alpen. Im Norden reichen sie bis ins Aichfeld bei Zeltweg (Judenburg–Knittelfelder-/Fohnsdorfer Becken), mit der Mur als Grenze, und den Seckauer Tauern jenseits. Im Osten schließt das Weststeirische Riedelland am Köflach-Voitsberger Becken an.
Benennung wie Gliederung der Gruppe und Abgrenzung innerhalb des Steirischen Randgebirgs sind hingegen ziemlich uneinheitlich. Allgemein kann man sagen, dass sich die Gruppe in drei Graten vom Speikkogel (1993 m ü. A.) süd-, nord- und ostwärts erstreckt, wobei der Südteil tendenziell Hirschegger Alpe, der ganze Westteil Packalpe und der Ostteil Stubalpe genannt werden. Alle drei Ausdrücke können aber auch als Oberbegriff gesehen werden. So beschriftet die Österreichische Karte 1:500.000 (ÖK500) den ganzen Zug vom Packsattel bis zum Murtal als Packalpe, die Version 1:200.000 (ÖK200) den Nordteil ab der Peterer Alm so, die detaillierte Ausgabe 1:50:000 (ÖK50) verwendet Packalpe gar nicht.
Erstere bezeichnet den Teil östlich des Hirschegger Sattels mit Stubalpe, zweitere den Raum östlich des Peterer Sattels, dem Spitz der Kärntner Landesgrenze, letztere wieder östlich Hirscheggersattel. Hirschegger Alm hingegen ist dort speziell der Höhenzug vom Peterer Riegel (1993 m ü. A.) südwärts, insbesondere aber direkt über Hirschegg.
Das Österreichlexikon AEIOU gibt Packalpe allgemein als „Gebirgsstock zwischen Koralpe im Süden und Gleinalpe im Norden“.
Sonst findet sich in der geologischen Literatur für den Nordwestteil auch speziell Ameringmassiv.
- Allgemein gibt man als Begrenzung im Nordosten den Gaberlpass zur Gleinalpe, im Süden der Packsattel zur Koralm.
- In der Landschaftsgliederung der Steiermark haben Stub- und Packalpe die Nummer R.3, die Packalpe (Nr R.3a) hingegen wird speziell südlich des Peterer Sattels gesehen, die Ostgrenze am Stierkreuz beim Sattelhaus zwischen Gaden und Knittelfeld.[5]
- In der in Kärnten üblichen Gliederung der Raumeinheiten nach Seger heißt der gesamte Anteil nördlich des Packsattels Packalpe.
- In der Gebirgsgruppengliederung nach Trimmel werden Kor- und Packalpe (Nr. 2770) und Stub- und Gleinalpe (Nr. 2780) beiderseits des Hirscheggersattels unterschieden, und sind zwei der Untergruppen der Norischen Alpen. Hier heißt der gesamte Teil zwischen Packsattel, Murtal und Hirschegger Sattel Hirscheggeralpe (Nr. 2771), während der Ostteil bis an den Gleinalmsattel ausgreift und in Nord- und Südabdachung zerfällt (Stubalpe Nord 2785 und Gebiet zwischen Teigitsch und Gradenbach 2781).
- Die Internationale vereinheitlichte orographische Einteilung der Alpen (SOIUSA/IVOEA) trennt Packalpe (II/A-20.I.A.1) von Koralpe (20.II.A) nicht am Packsattel, sondern am Sattel beim Steinbauer auf der Hebalm, was auch der örtlichen Benennung des Packwinkels entspricht, damit gehört dort der Klementkogel zur Pack. Die Packalpe wird zum Nordwestlichen steirischen Randgebirge (20.I) sortiert, südlich folgt das Südwestliche steirische Randgebirge (20.II).

## Geologie
Pack- und Stubalpe besteht im Wesentlichen wie die Koralpe aus kristallinem Gestein (Gneis, Glimmerschiefer).
In der Packalpe befinden sich Pegmatite, die Beryll enthalten. Daneben finden sich an diesen Stellen Turmalin, Epidot, Titanit, Zirkon, Kassiterit und Spodumen.

## Gipfel
Die wichtigsten Berge sind:
- Ameringkogel (2187 m ü. A.)
- Größenberg/Größing (2152 m ü. A.)
- Speikkogel (1993 m ü. A.)[1]
- Peterer Riegel (1967 m ü. A.)
- Hirschegger Alm (1933 m ü. A.)
- Rappoldkogel (1928 m ü. A.)
- Wölkerkogel (1706 m ü. A.)

## Tourismus
Der Gebirgszug ist ein beliebtes Wandergebiet, vor allem im Bereich von Gaberl und Packsattel. Daneben bietet es auch einige kleine Skigebiete, die vor allem von der Landeshauptstadt Graz aus leicht erreichbar sind.
Das Gebiet wird vom Nord-Süd-Weitwanderweg 05 durchquert.

### Hütten
- Altes Almhaus (1649 m ü. A.): nördlich des Wölkerkogels, von der Römerzeit an ein wichtiger Handelsübergang
- Bernsteinhütte (1559 m ü. A.): auf der Hirschegger Alm
- Gaberlhaus (1547 m ü. A.): ÖAV-Vertragshaus auf der Gaberl-Passhöhe
- Dr.-Otto-Koren-Hütte (1547 m ü. A.): Selbstversorgerhütte des ÖAV Köflach auf der Gaberl-Passhöhe
- Großebenhütte (1620 m ü. A.): südlich des Schwarzkogels
- Knödelhütte (1410 m ü. A.): am Aufstieg vom Packsattel zur Hirschegger Alm
- Barbarahaus: am Ochsenkogel nahe dem Packsattel
- Salzstiegelhaus (1543 m ü. A.): am Hirschegger Sattel, einem alten Bergpass, der schon früh dem Salztransport aus dem Salzkammergut in die südliche Steiermark gedient hat. Von hier aus sind Speikkogel und Rappoldkogel als einfache, kurze Bergwanderung zu erreichen.
- Weißensteinhütte (1702 m ü. A.): am Südwesthang des Weißensteins